# Bahnstrecke Nýřany–Heřmanova Huť
| Kursbuchstrecke (SŽ): | 181                  |                                              |                                              |
| Streckenlänge: | 9,586 km             |                                              |                                              |
| Spurweite: | 1435 mm (Normalspur) |                                              |                                              |
| Streckenklasse: | A1                   |                                              |                                              |
| Streckengeschwindigkeit: | 60 km/h              |                                              |                                              |
| |                      |                                              |                                              |
| \| \| \| von Plzeň-Valcha (vorm. Sulkover Montanbahn) \| \| \| \| \| von Praha-Smíchov (vorm. BWB) \| \| \| \| 0,000 \| Nýřany früher Nürschan \| Nýřany früher Nürschan \| \| \| \| nach Furth im Wald (vorm. BWB) \| \| \| \| 1,273 \| Kamenný Újezd u Nýřan \| Kamenný Újezd u Nýřan \| \| \| 3,926 \| Blatnice u Nýřan \| Blatnice u Nýřan \| \| \| 5,243 \| Rochlov \| Rochlov \| \| \| 6,458 \| Přehýšov \| Přehýšov \| \| \| 9,586 \| Heřmanova Huť früher Hermannshütte \| Heřmanova Huť früher Hermannshütte \| |                      |                                              |                                              |
| Strecke (außer Betrieb) |                      | von Plzeň-Valcha (vorm. Sulkover Montanbahn) | von Plzeň-Valcha (vorm. Sulkover Montanbahn) |
| Abzweig ehemals geradeaus und von rechts |                      | von Praha-Smíchov (vorm. BWB)                | von Praha-Smíchov (vorm. BWB)                |
| Bahnhof | 0,000                | Nýřany früher Nürschan                       | Nýřany früher Nürschan                       |
| Abzweig geradeaus und nach links |                      | nach Furth im Wald (vorm. BWB)               | nach Furth im Wald (vorm. BWB)               |
| Haltepunkt / Haltestelle | 1,273                | Kamenný Újezd u Nýřan                        | Kamenný Újezd u Nýřan                        |
| Haltepunkt / Haltestelle | 3,926                | Blatnice u Nýřan                             | Blatnice u Nýřan                             |
| Haltepunkt / Haltestelle | 5,243                | Rochlov                                      | Rochlov                                      |
| Haltepunkt / Haltestelle | 6,458                | Přehýšov                                     | Přehýšov                                     |
| Kopfbahnhof Streckenende | 9,586                | Heřmanova Huť früher Hermannshütte           | Heřmanova Huť früher Hermannshütte           |

Die Bahnstrecke Nýřany–Heřmanova Huť ist eine regionale Eisenbahnverbindung in Tschechien, die ursprünglich durch die Prager Eisenindustrie-Gesellschaft als „Wilkischner Montanbahn“ erbaut und betrieben wurde. Sie verläuft in Westböhmen von Nýřany (Nürschan) nach Heřmanova Huť (Hermannshütte).
Nach einem Erlass der tschechischen Regierung ist die Strecke seit dem 20. Dezember 1995 als regionale Bahn („regionální dráha“) klassifiziert.

## Geschichte

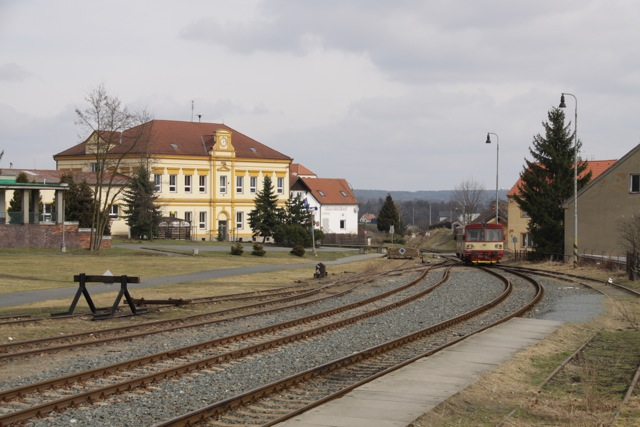
Bahnhof Heřmanova Huť (2011)

Die Geschichte der Bahnstrecke ist untrennbar mit der ehemaligen Hermannshütte, einem 1854 durch Hermann Dietrich Lindheim begründeten Eisenwerks verbunden. Um die Transportbedingungen für die dort gefertigten Produkte zu verbessern, errichtete die Prager Eisenindustrie-Gesellschaft um 1890 eine normalspurige Industriebahn. Als Ausgangspunkt wurde Nürschan gewählt, da man so auch die Steinkohlenbergwerke Concordia-Schacht bei Blatnic, Franzschacht bei Weltana (Kbelany) und Rudolfsschacht bei Wilkischen (Vlkyš) direkt mit anbinden konnte. Darüber hinaus begann in Nürschan eine weitere private Montanbahn, die an die Strecke Pilsen–Eisenstein (Plzeň–Železná Ruda) heranführte.
Im Jahr 1904 legte die Prager Eisenindustrie-Gesellschaft die mittlerweile veraltete Hermannshütte still. Auch die Steinkohlenförderung im Bahngebiet ging wegen der Erschöpfung der Vorräte immer mehr zurück. Die dadurch unrentabel gewordene Strecke ging am 1. April 1905 in das Eigentum des Staates über. Betreiber waren jetzt die k.k. Staatsbahnen (kkStB). Ab 1907 produzierte auf dem ehemaligen Hüttengelände ein Glaswerk, das wieder ein konstantes Verkehrsaufkommen sicherte.
Nach dem Ersten Weltkrieg gelangte die Strecke ins Eigentum der neu begründeten Tschechoslowakischen Staatsbahnen (ČSD). Die ČSD nahmen am 1. September 1920 auch den Reiseverkehr auf. Im Fahrplan von 1921 sind zwei Zugpaare verzeichnet, die für die Gesamtstrecke bis zu eine Stunde benötigten. Später kam noch ein drittes Zugpaar hinzu.

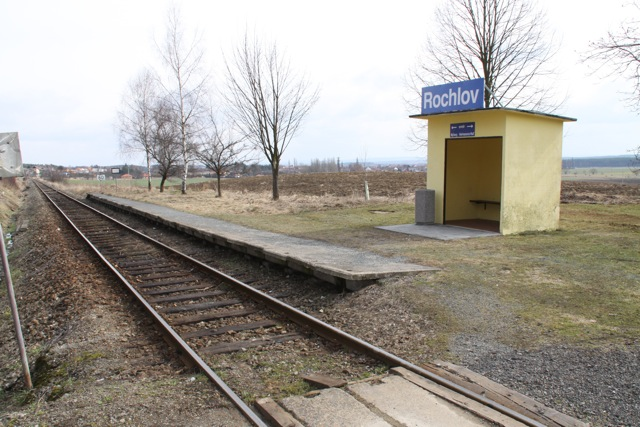
Haltestelle Rochlov (2011)

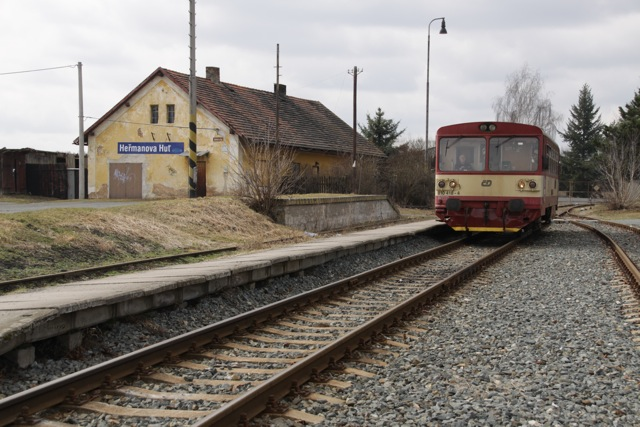
Bahnhof Heřmanova Huť (2011)

Nach der Angliederung des Sudetenlands an Deutschland im Oktober 1938 lag das Bahngebiet zur Gänze auf deutschem Staatsgebiet. Betreiber blieben aber auch weiterhin die nunmehrigen Protektoratsbahnen Böhmen und Mähren (BMB-ČMD). Im Reichskursbuch war die Strecke zunächst unter der Nummer 422v, später unter der Nummer 422n enthalten. In den Jahren 1939–42 existierte im Bahngebiet mit dem Karolischacht in Wilkischen nur noch ein einziges produzierendes Steinkohlenbergwerk. Nach dem Ende des Zweiten Weltkriegs kam die Strecke wieder zu den ČSD.
Am 1. Januar 1993 ging die Strecke im Zuge der Auflösung der Tschechoslowakei an die neu gegründeten České dráhy (ČD) über. Seit 2003 gehört sie zum Netz des staatlichen Infrastrukturbetreibers Správa železniční dopravní cesty (SŽDC).
Im Jahr 2011 verzeichnete der Fahrplan insgesamt zwölf werktägliche Reisezugpaare, die mit einer Taktlücke am Vormittag fast einen angenäherten Einstundentakt bildeten. Sonntags galt dagegen nur ein eingeschränkter Fahrplan mit fünf Zugpaaren. Die Reisezeit betrug in beiden Richtungen 16 Minuten. Güterverkehr wird noch für das Glaswerk am Streckenendpunkt erbracht.
Im Zusammenhang mit der grundlegenden Erneuerung und Elektrifizierung der Strecke Plzeň–Domažlice–Staatsgrenze ist von 2025 bis 2027 auch eine Modernisierung der Strecke Nýřany–Heřmanova Huť vorgesehen. Neben der Erneuerung von Gleisen und Anlagen soll die Strecke auch elektrifiziert werden. Geplant ist die Durchbindung der Regionalzüge in der Relation Heřmanova Huť–Plzeň–Nepomuk.

## Fahrzeugeinsatz
Die Prager Eisenindustriegesellschaft beschaffte für die Montanbahn drei gebrauchte Lokomotiven mit den Namen STEINAUJEZD, WILKISCHEN und HERMANNSHÜTTE sowie insgesamt 52 Güterwagen. Mit diesen Fahrzeugen wurde bis zur Verstaatlichung der Gesamtverkehr abgewickelt. 
Im Reiseverkehr setzten die ČD bis in jüngste Zeit die bewährten zweiachsigen Triebwagen der Baureihe 810 ein. Seit einiger Zeit fahren ausschließlich Züge der ČD-Baureihe 814 („RegioNova“).